# نيكد نيوز
نيكد نيوز (بالإنجليزية: Naked News)‏ هو برنامج إخباري وترفيهي كندي مملوك من قبل شركة نيكد برودكاستينغ نيتورك، يظهر في البرنامج مذيعات أخبار عاريات يقرأن نشرات إخبارية مستمدة من وكالات أنباء مختلفة. بدأ البرنامج في 1999 ومستمر حتى الأن. المذيعات إما يقرأن الأخبار عاريات بالكامل، أو يخلعن ملابسهن أثناء تقديمهن مقاطعهن المختلفة.

## روابط خارجية
- نيكد نيوز على موقع IMDb (الإنجليزية)
- نيكد نيوز على موقع كينوبويسك (الروسية)
- نيكد نيوز على موقع قاعدة بيانات الفيلم (الإنجليزية)